# Hauptmann Sorrell und sein Sohn
Hauptmann Sorrell und sein Sohn ist ein US-amerikanisches Filmdrama aus dem Jahr 1927. Das Drehbuch des Stummfilms basiert auf einem Roman von Warwick Deeping.

## Handlung
Der mit dem Military Cross ausgezeichnete Captain Stephen Sorrell kehrt nach Ende des Ersten Weltkrieges heim nach London. Seine lebenslustige Frau Dora hat ihre Sachen gepackt, um mit einem anderen Mann durchzubrennen. Sorrell ist arm, arbeitslos und bei schlechter Gesundheit. Mit seinem Sohn Kit stellt sich Sorrell der Armut. Die Pensionsbesitzerin Flo Palfrey, die sich an seinem Schicksal ergötzt, erniedrigt und betrügt ihn. Doch Sorrell lässt sich nicht auf die gemeine Frau ein und verliert dadurch seine Wohnung. In einer anderen Pension arbeitet Sorrell als Portier. Der ehemalige Kriegsheld bekommt jedoch Ärger mit seinem Vorgesetzten, dennoch hält er alles aus, nur um seinen Sohn vorsorgen zu können. Tatsächlich schafft es Sorrell, seinen Sohn in einem vornehmen Internat unterzubringen.
Kit wächst heran und versucht seinen Wunschtraum, Chirurg zu werden, zu erfüllen. Ein Chirurg hat seiner Kindheitsfreundin einmal das Leben retten können. Seine Mutter Dora findet Kit im Internat. Sie versucht sein Herz zu gewinnen, indem sie ihm alles kauft, was er sich wünscht. Doch Kit erkennt in ihr eine traurige und erbärmliche Kreatur. Er kehrt zu seinem Vater zurück, mittlerweile als ausgebildeter Chirurg. Vater und Sohn bewundern sich gegenseitig. Sorrell hat mittlerweile eine Frau gefunden, mit der er lebt. An seinem Sterbebett schickt er seinen Sohn in ein Leben voll erfüllender Liebe, das dem Dienst an der Menschheit gewidmet sein soll.

## Kritik
Mordaunt Hall von der New York Times hielt die Filmadaption des Romans nicht für gelungen. Leider habe sich der Regisseur in einen filmischen Irrgarten gewagt, aus dem er nicht herausfände.

## Auszeichnungen
Bei der ersten Oscarverleihung 1929 wurde Herbert Brenon für den Oscar in der Kategorie beste Regie nominiert.

## Hintergrund
Die Uraufführung fand am 13. November 1927 statt. In Deutschland erschien der Film im Folgejahr in den Kinos.
Die Originalfilmrollen gelten als verloren. Eine nicht komplette Kopie des Filmes wurde nach ihrer Entdeckung dem Academy of Motion Picture Arts and Sciences Film Archive übergeben.
Norman Trevor ist der Künstlername von Norman Pritchard, der als Leichtathlet an den Olympischen Sommerspielen 1900 in Paris teilnahm und zwei Silbermedaillen gewinnen konnte. Zu der Zeit startete er für Indien, da er in Kalkutta geboren war. Nach 1908 übersiedelte er in die USA, nahm den Namen Trevor an und betätigte sich als Schauspieler.
1933 wiederholte H. B. Warner seine Rolle als Hauptmann Sorrell in dem von Jack Raymond inszenierten Remake.